# All the Small Things
«All the Small Things» es una canción y sencillo del grupo estadounidense Blink-182, fue escrita por el guitarrista Tom DeLonge, la canción es cantada por DeLonge y producida por Jerry Finn. Perteneciente a su álbum de 1999 Enema of the State, es uno de los mayores éxitos de la banda. Logró el primer puesto en la lista estadounidense Alternative Songs, siendo este  su primer número 1 y también logró el puesto 6 en la lista más importante de Estados Unidos, Billboard Hot 100.
«All the Small Things» fue seleccionada por la revista Rolling Stone como una de las "100 mejores canciones pop".

## Antecedentes
Tom DeLonge se inspiró para esta canción en su entonces novia (luego esposa) Jennifer Jenkins, como un homenaje por el poco tiempo que pasaban juntos por sus intensas giras y la vida agitada que tiene una banda. De acuerdo con DeLonge: "Yo quería escribir una canción con na-na-nas, por que me encantan los Ramones". Está influenciada por el punk, también contiene elementos del rock y el punk-revival. La canción tiene un ritmo de conducción. Está compuesta en clave de Do mayor y en compás de 4/4 con un ritmo de 150 pulsaciones por minuto. El rango vocal de DeLonge se extiende a partir de G4 a F5.

## Vídeo musical
Fue filmado el 5 y 6 de agosto de 1999 en el aeropuerto de Van Nuys y Santa Mónica Beach y fue dirigido por Marcos Siega. Es el segundo video en donde participa el baterista Travis Barker en sustitución de Scott Raynor. En este videoclip parodian a boy bands como Backstreet Boys (sobre todo a su famoso vídeo «I Want It That Way»), 98 Degrees y *NSYNC. El vídeo contiene además parodias a «Sometimes» de Britney Spears y «Genie in a Bottle» de Christina Aguilera. .El vídeo musical se estrenó 20 de septiembre de 1999 en MTV's Making the Video. Fue nombrado en los Kerrang! Awards como el «Mejor Vídeo» del 2000, así como consiguieron el «Mejor Video de Grupo» en los MTV Video Music Awards.

## Éxito en las listas
Aunque algunas fuente indican que el sencillo fue lanzado en diciembre de 1999, la mayoría de las fuentes coinciden en que el sencillo fue lanzado el 18 de enero de 2000. Alcanzó el número 1 en la lista Alternative Songs y el número 6 en el Billboard Hot 100, la segunda posición más alta que Blink-182 ha recibido en esa lista. También se posicionó muy bien en otros países, sobre todo en Reino Unido, donde alcanzó el número 2 en el UK Singles Chart. El sencillo fue certificado disco de platino en Alemania y Australia y Reino Unido.

## Lista de canciones
Todas las canciones escritas y compuestas por Blink-182. 
| EE.UU Casete y CD |                        |          |  |
| N.º               | Título                 | Duración |  |
| 1.                | «All the Small Things» | 2:54     |  |
| 2.                | «M+M's»                | 2:39     |  |

| Reino Unido CD #1 |                               |          |  |
| N.º               | Título                        | Duración |  |
| 1.                | «All the Small Things»        | 2:48     |  |
| 2.                | «Dumpweed» (en vivo)          | 2:24     |  |
| 3.                | «What's My Age Again?» (Live) | 2:58     |  |

| Reino Unido CD #2 |                                  |          |  |
| N.º               | Título                           | Duración |  |
| 1.                | «All the Small Things»           | 2:55     |  |
| 2.                | «All the Small Things» (en vivo) | 3:15     |  |
| 3.                | «Dammit» (en vivo)               | 2:38     |  |
| 4.                | «All the Small Things» (video)   | 3:00     |  |

| Reino Unido Casete |                        |          |  |
| N.º                | Título                 | Duración |  |
| 1.                 | «All the Small Things» | 2:48     |  |
| 2.                 | «Dammit» (en vivo)     | 2:45     |  |

| Australia CD |                                        |          |  |
| N.º          | Título                                 | Duración |  |
| 1.           | «All the Small Things»                 | 2:48     |  |
| 2.           | «Dammit» (en vivo Los Ángeles)         | 3:05     |  |
| 3.           | «Family Reunion» (en vivo Los Ángeles) | 0:51     |  |
| 4.           | «I Won't Be Home for Christmas»        | 3:16     |  |

| Italia vinilo 12" |                                  |          |  |
| N.º               | Título                           | Duración |  |
| 1.                | «All the Small Things»           | 2:48     |  |
| 2.                | «Dumpweed» (en vivo)             |          |  |
| 3.                | «What's My Age Again?» (en vivo) |          |  |

## Posicionamiento en listas
| Listas (2000)                         | Mejor posición |
| ------------------------------------- | -------------- |
| Australia (ARIA)                      | 8              |
| Austria (Ö3 Austria Top 40)           | 4              |
| Bélgica (Flandes) (Ultratop 50)       | 15             |
| Alemania (Offizielle Deutsche Charts) | 11             |
| Irlanda (IRMA)                        | 7              |
| Italia (FIMI)                         | 6              |
| Países Bajos (Dutch Top 40)           | 21             |
| Nueva Zelanda (Recorded Music NZ)     | 10             |
| Noruega (VG-lista)                    | 12             |
| Suecia (Sverigetopplistan)            | 7              |
| Suiza (Schweizer Hitparade)           | 14             |
| Reino Unido (UK Singles Chart)        | 2              |
| Estados Unidos (Adult Top 40)         | 29             |
| Estados Unidos (Alternative Airplay)  | 1              |
| Estados Unidos (Billboard Hot 100)    | 6              |
| Estados Unidos (Mainstream Top 40)    | 8              |

## En la cultura popular
- «All the Small Things» fue lanzado en el álbum recopilatorio de Reino Unido Now That's What I Call Music! 45 (2000) y la edición de Estados Unidos Now That's What I Call Music! 4 (2000).
- La canción fue utilizada en 1999 en la serie de televisión Buffy the Vampire Slayer (Temporada 4, Episodio 9 - «Something Blue») antes de que fuera lanzado en CD
- También aparece en Boston Legal (Temporada 1, episodio 14 - «Til We Meat Again»).
- La canción se escucha durante los créditos finales de la película de 2000, Los ángeles de Charlie.
- Se puede escuchar en la película de 2002 Clockstoppers, y también está presente en su banda sonora.
- Alvin and the Chipmunks versionó la canción para su álbum de 2008 Undeniable.
- La canción ha sido utilizada con frecuencia como música de videojuegos. Fue lanzado como contenido descargable para Rock Band y Guitar Hero 5, y es parte de la lista de canciones para Guitar Hero: On Tour, y la versión para iPhone de Rock Band. Las tapas están presentes en los videojuegos de Rock Evolution y Alvin and the Chipmunks.
- Cuando se lanza en un principio, la canción fue interpretada en Saturday Night Live, junto con «What's My Age Again?» el 8 de enero de 2000, durante la temporada 25 en el episodio conducido por Jamie Foxx.[27]
- Como prueba de impacto duradero popular de la canción, se presentó en The Tonight Show with Jay Leno en dos ocasiones: la primera el 15 de octubre de 1999,[28] y en segundo lugar después de la reforma de Blink 182, el 19 de mayo de 2009.[29]
- Una serie de televisión británica titulada como la canción fue transmitida en BBC One en 2009.
- En «¡Es una trampa!», de Padre de familia, a Han Solo (Peter Griffin) se le puede escuchar cantando la canción después de que C-3PO (Glenn Quagmire) estableciera que los Ewoks «parecen pensar que soy una especie de dios.», a lo que Peter exclama «Y ellos parecen pensar que soy Sum 41!» antes de proceder a cantar con entusiasmo la primera línea de «All the Small Things», para gran disgusto de Luke Skywalker (Chris Griffin).

## Versión de Jedward
«All the Small Things» ha servido como el segundo sencillo de Planet Jedward, álbum debut de dúo pop rap irlandés Jedward. El sencillo fue lanzado el 16 de julio de 2010. A la canción le fue modestamente bien, alcanzando el número 21 en las listas irlandesas y en el número 6 de UK Indie Chart.

### Video musical
El video musical de «All the Small Things» se estrenó en YouTube el 15 de julio de 2010. El video fue filmado en junio de 2010. El video está inspirado en el video original de Blink-182, parodiando videos populares que se han visto en todo el mundo. Los videos parodiados por Jedward incluyen «S.O.S.» de Jonas Brothers, «Single Ladies (Put a Ring on It)» de Beyoncé, «Telephone» de Lady Gaga y «...Baby One More Time» de Britney Spears. El video fue emitido por primera vez en televisión por 4Music el 16 de julio. Desde su estreno, el vídeo llegó a tener más de 2 millones de visitas en YouTube.

### Lista de canciones
1. «All the Small Things» (Radio Edit)

### Posicionamiento en listas
| Listas (2010)                  | Mejor posición |
| ------------------------------ | -------------- |
| Irlanda (IRMA)                 | 21             |
| Reino Unido (UK Indie Chart)   | 6              |
| Reino Unido (UK Singles Chart) | 80             |

### Historial de lanzamientos
| País        | Fecha               |
| ----------- | ------------------- |
| Irlanda     | 16 de julio de 2010 |
| Reino Unido | 19 de julio de 2010 |